# Joe-Max Moore
Joe-Max Moore est un ancien footballeur américain né le 23 février 1971 à Tulsa (Oklahoma), aux États-Unis. Il était attaquant et a disputé trois Coupes du monde. Il a joué sous les couleurs de plusieurs clubs en Allemagne, Angleterre et acheva sa carrière dans son pays natal, aux New England Revolution.
Moore fit une apparition lors d'un match de charité entre le FC Hollywood et LA Galaxy, le 4 novembre 2007. Ils gagnèrent environ 100 000 $ qu'ils reversèrent à la Croix-Rouge américaine et à l'Armée du salut pour les aider dans leur lutte contre les feux de forêts en Californie du Sud.
Les autres participants furent les acteurs Anthony LaPaglia, Jimmy Jean-Louis, Costas Mandylor, les musiciens Steve Jones et Vivian Campbell, et des anciens joueurs comme Frank Lebœuf, Alexi Lalas et Eric Wynalda.

## Jeunesse
Joe s'installa à Irvine, Californie, à l'âge de 14 ans et joua avec les Mission Viejo High School durant quatre ans. Ensuite, il choisit de jouer à l'UCLA et pendant qu'il y était, il joua avec des futurs équipiers de l'équipe nationale comme Brad Friedel, Cobi Jones et Chris Henderson. En tant que nouveau, il inscrivit 11 buts, offrit 10 passes décisives et fut nommé dans l'équipe type des débutants de Soccer America. Cette même année, l'UCLA remporta le championnat NCAA aux penaltys, face à Rutgers. Dans sa deuxième année, il reçut pour la seconde fois d'affilée les honneurs d'être dans l'équipe type. Lorsqu'il fut junior, lors de son année finale avec l'UCLA, en 65 matchs, il inscrivit un total de 38 buts et de 24 passes.
Pendant ses années d'université, il commence à jouer pour l'équipe nationale. En 1989, il fit partie de l'équipe américaine des moins de 20 ans qui finit à la quatrième place lors du mondial des moins de 20 ans. En 1991, il marqua le but vainqueur en finale contre le Mexique lors des jeux panaméricains. En 1992, il participa aux Jeux olympiques mais les États-Unis échouèrent au premier tour, avec 1 victoire, 1 nul et 1 défaite.
Après la fin de la saison d'université de 1992, Moore signa avec l'équipe nationale américaine. Commencé en 1988, la Fédération des États-Unis de football (USSF en anglais) commença à faire signer des contrats aux meilleurs joueurs américains, faisant que l'équipe US était en quelque sorte un club. L'USSF voulait que les joueurs soient prêtés dans des clubs, pour être rappelés lors des matchs internationaux. Moore décida de ne pas retourner à l'UCLA lors de sa deuxième année en senior et rejoignit l'USSF pour être joueur à temps complet des États-Unis.

## Séjour en Allemagne
En juillet 1994, l'USSF prêta Moore en Allemagne dans le club de 1.FC Sarrebruck. Dans le même temps, il fut une alternative de l'équipe nationale lors de la Coupe du monde 1994, mais n'entra pas en jeu. Sans jouer pour les États-Unis après le mondial, l'USSF décida d'envoyer plusieurs joueurs à l'étranger. Saarbrücken acheta le contrat de Moore à l'USSF pour 250 000 $. Lors de son unique saison, Moore marqua 13 buts en 25 matchs. À la fin de la saison, il fut vendu à Nuremberg, en deuxième division allemande et inscrivit 8 buts.

## New England Revolution
En 1996, la Major League Soccer (MLS), pour son inauguration, attribua des joueurs de façon équitable aux équipes disputant le championnat. Giuseppe Galderisi était attribué aux New England mais à cause de blessures, il joua seulement les quatre premiers matchs de la saison avant que la MLS ne le remplace par Moore. 
Il passa quatre excellentes années aux New England. En dépit d'une blessure en 1997, où il ne joue que 11 matchs et marque 4 buts, il fut toujours consistant et performant avec son club.
Durant ces années-là, il devint le meilleur buteur du club et obtint une place dans l'équipe type en 1999. Son succès le poussa à tenter sa chance à Everton, dans le championnat anglais.

## Emelec
En novembre et décembre 1997, Moore passe un mois en prêt à Emelec, en première division équatorienne, car lorsque la saison de MLS s'acheva, il était désireux de rejoindre sa famille située à Durant en Oklahoma. Il ne fut pas le seul joueur américain à Emelec, Alexi Lalas le rejoignit durant le prêt.

## Everton
En novembre 1999, la MLS vendit le contrat de Moore au club anglais d'Everton pour un montant de 50 000 $, après que Moore ait impressionné le staff du club lors d'une période d'essai d'une semaine en octobre. Mais dans le même temps, il n'avait pas la permission de la MLS pour obtenir un permis de travail pour évoluer dans une autre équipe que les Revolution. En dépit de cela, la MSL ne s'opposa pas à son transfert. Le contrat avec Everton, d'une durée de trois ans et demi, permettrait à Moore de gagner environ 600 000 $ par an.
Joe commença sur les chapeaux de roues, en inscrivant 5 buts lors de ses 5 premiers matchs. Cependant, il devint de moins en moins bon et perdit sa place. La goutte faisant déborder le vase intervint fin 2002. Moore souffrait d'une blessure au genou contractée lors du match contre le Portugal pendant la Coupe du monde 2002 et ne joua pas avec Everton la saison suivante. Le 12 décembre 2002, son contrat fut résilié par consentement mutuel.

## Retour aux New England
Lorsque Moore retourna aux Revolution en 2003, il avait beaucoup changé. Il avait souffert de multiples blessures durant son séjour en Angleterre qui le handicapèrent durant ses années aux New England. Cependant, il réussit à marquer 4 buts en 16 matchs lors de la saison de 2003. En 2004, pour sa dernière saison avec l'équipe, il ne disputa que 3 matchs, sans marquer, avant de se déchirer les ligaments du genou. Il fut blessé pour le reste de la saison, mais avait prévu de revenir pour la saison de 2005. Mais il se blessa de nouveau au genou durant la préparation d'avant-saison.
Il subit une opération de chirurgie pour réparer ses ligaments endommagés le 25 janvier 2005. Deux jours plus tard, il annonce son retrait du football professionnel, en disant :« Après de nombreuses tentatives pour renforcer et maintenir mon genou, il devient clair que je n'ai pas d'alternative, hormis une opération de reconstruction. Considérant mon âge et qu'il est temps de se reconvertir, j'ai décidé de mettre fin à ma carrière de joueur ».
En six années de MLS, Moore marqua 41 buts et 35 passes décisives, pour 111 points, ses points et passes devenant le record des Revolution lors de la saison de 2004. Cependant, Taylor Twellman a depuis dépassé Moore en termes de points pour les Revolution.
dans l'équipe de la New england(Nouvelle Engletere)il y avait Kamlair, Moore,Twellman,Noonan,
et d'autres joueurs ...

## Sélection nationale
La première sélection de Moore fut contre le Canada, le 3 septembre 1992. Il disputa les Coupes du monde 94, 98 et 2002 et devint le sixième joueur américain à atteindre la barre des cent capes, contre la Pologne.
Ses 24 buts lui permettent de se placer au quatrième rang des buteurs de la sélection US, derrière Landon Donovan, Eric Wynalda et Brian McBride. Le 27 janvier 2006, Moore fut présenté au Oklahoma Soccer Hall of Fame.